# Verklingende Weisen

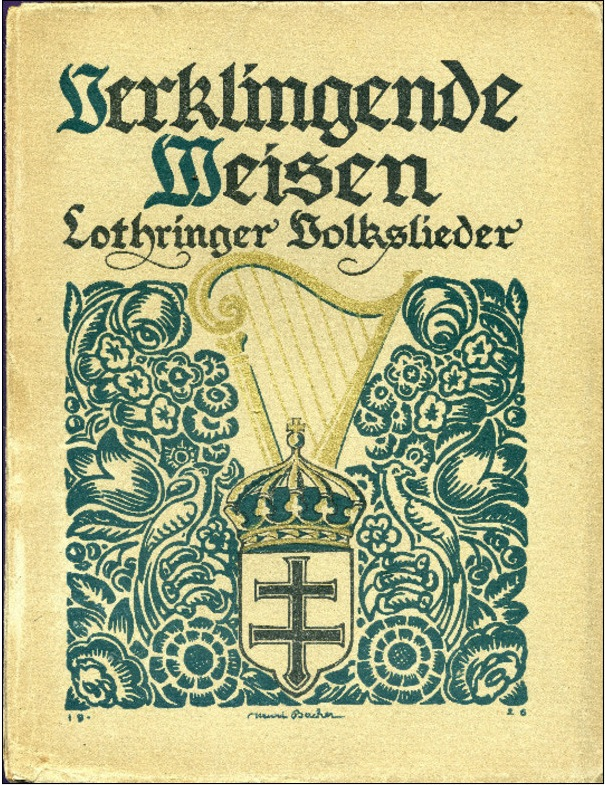
Verklingende Weisen. Lothringer Volkslieder (deel 1, 1926).

Verklingende Weisen ('verdwijnende, uitstervende wijsjes') is een liedboek met Duitse volksliedjes, waarvan ook de melodie is genoteerd. Het bestaat uit vijf delen, die werden uitgegeven tussen 1926 en 1963. De volksliedjes werden verzameld door de Lotharingse priester, volkskundige en volksliedverzamelaar Louis Pinck (1873-1940).

## Het verzamelen van de volksliedjes

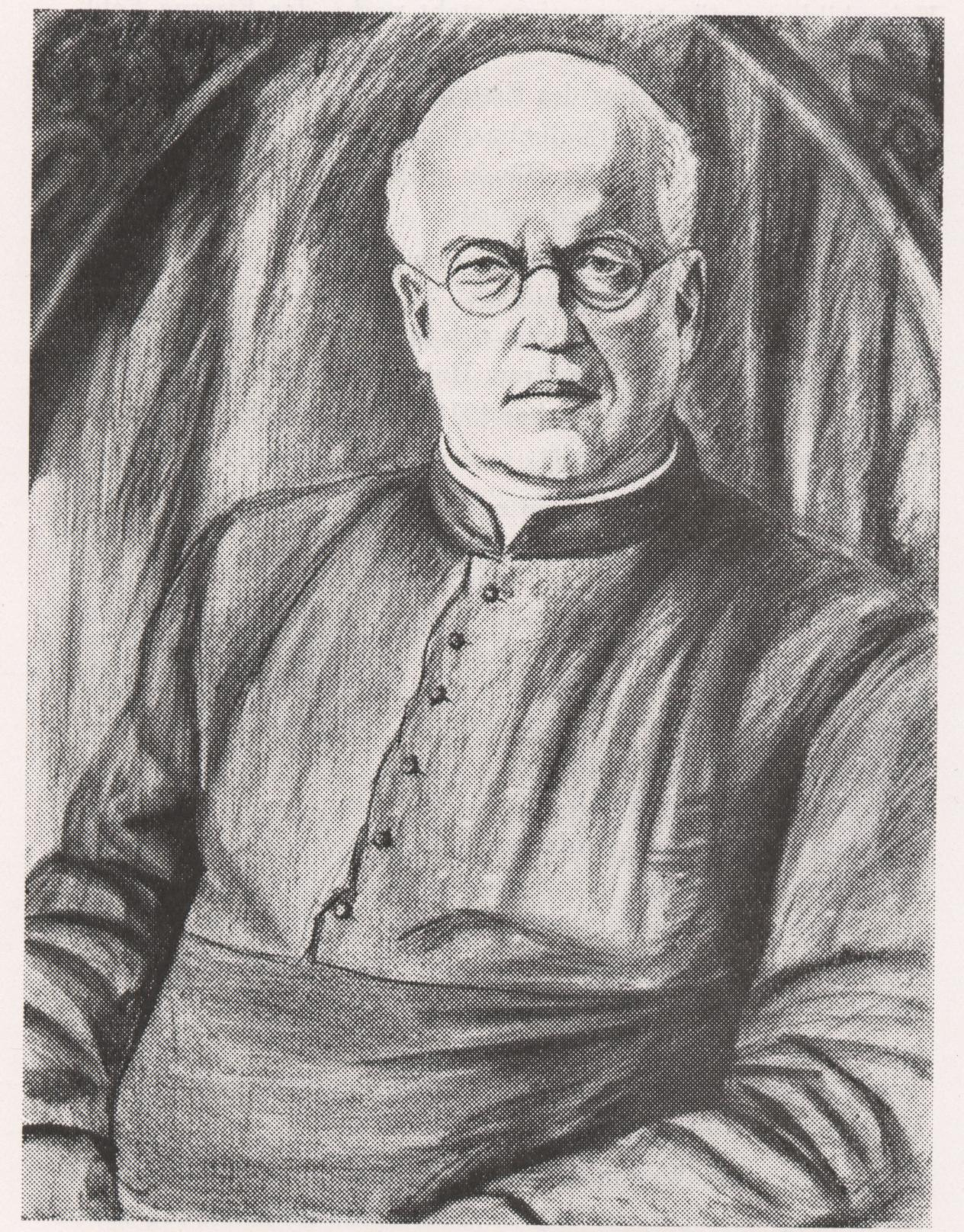
Louis Pinck (portret door Henri Bacher).

Vanaf 1903 droeg Louis Pinck (ook: Ludwig Pinck of Lois Pink) bij aan de katholieke tijdschriften Lothringer Volksstimme en Metzer katholisches. Vanaf 1908, in Hambach (Lotharingen), kreeg hij belangstelling voor de volksliedjes die er in die streek werden gezongen. Hij merkte dat oudere zangers beschikten over een ongelooflijke schat aan oude liedjes, die zij uit het hoofd konden zingen.
Hij begon deze liedjes te verzamelen in de herfst van 1914, toen een oude man in zijn kerk in Hambach een Lotharings passielied zong. Dit was Jean Pierre Gerné (1831–1923) uit Gebenhausen, kortweg Papa Gerné genoemd. Hij bleek pastoor Pinck honderden Lotharingse liedjes te kunnen voorzingen.
Dit vormde het begin van Pincks verzameling. Hij tekende de liedjes op en gaf ze uit in zijn liederenbundel Verklingende Weisen (het eerste deel in 1926). Dit trok de aandacht van hoogleraren van de Universiteit van Straatsburg. Zij vroegen Pinck te promoveren als muziekwetenschapper.
Pinck bezocht 150 dorpen, te voet, te fiets of te paard. Aangezien Pinck geen muzieknoten kon noteren op gehoor, kreeg hij de hulp van een reeks muzikanten. Later maakte hij gebruik van een fonograaf.
Na het uitbreken van de Tweede Wereldoorlog moest Louis Pinck zijn pastorie, die aan de Frans-Duitse grens gelegen was, verlaten. Hij werd door de Franse overheid naar Zuid-Frankrijk geëvacueerd. In de herfst van 1940 keerde hij ziek terug en overleed in december. Het laatste deel van Verklingende Weisen werd hierdoor in 1963 postuum uitgegeven door zijn zuster Angelika Merkelbach-Pinck en door muziekwetenschapper Joseph Müller-Blattau.

## De liederen in Pincks verzameling

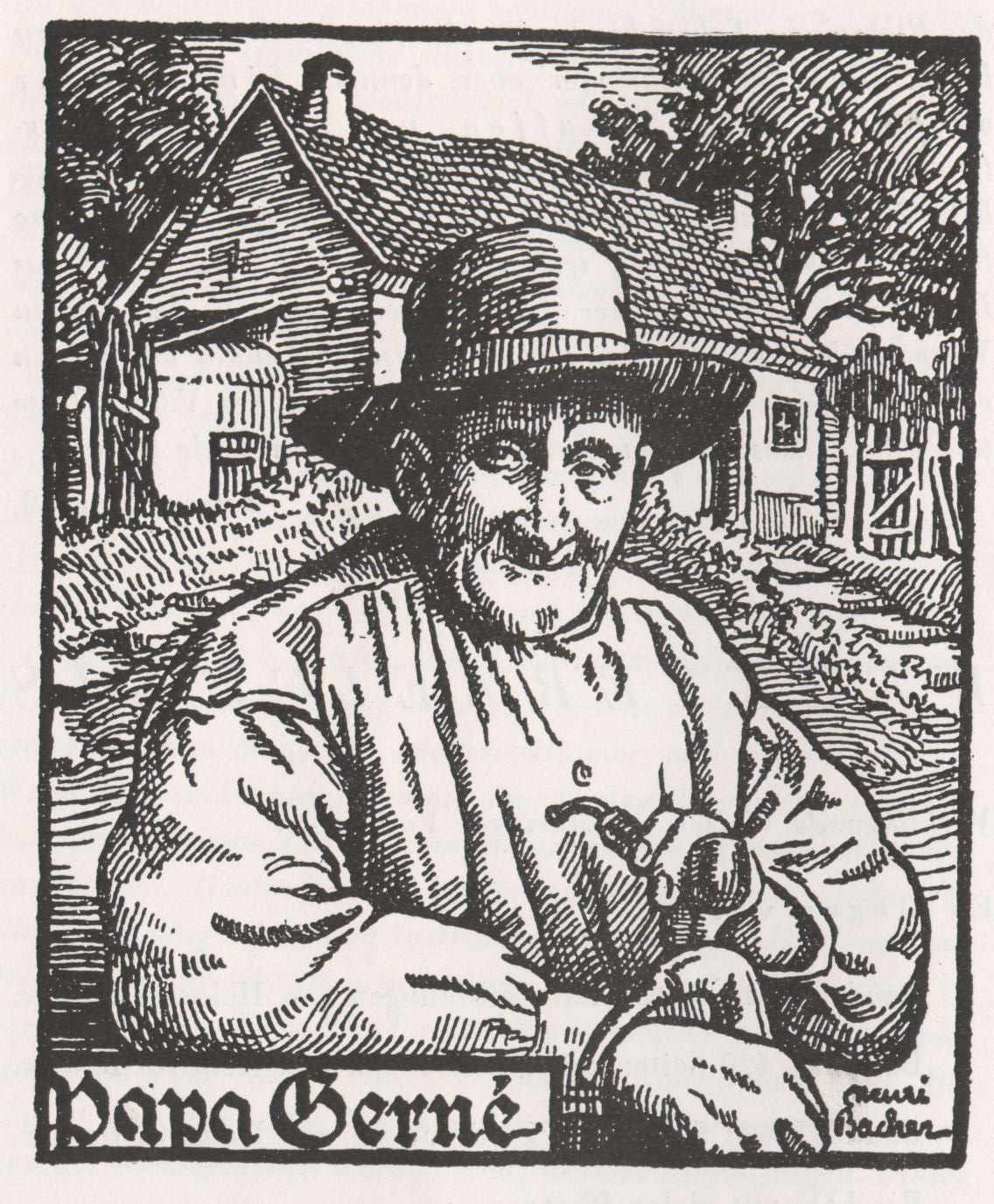
Jean Pierre Gerné, die Louis Pinck in 1914 aanzette tot het verzamelen van volksliedjes.

Een belangrijk uitgangspunt voor de verzameling was dat het lied voor 1870 moest zijn ontstaan. In zijn voor- en nawoorden noemt Louis Pinck heel nauwkeurig alle namen van de zangers, voornamelijk boeren en boerinnen, die over het algemeen Lotharings Frankisch (plat Lotharings) spraken. Dit is een Westmiddelduits dialect, dat dicht bij het Luxemburgs staat.

### Voorbeelden van liedjes inVerklingende Weisen[1]
- Adje, mein Schatz, jetzt reis' ich fort
- Alles kommt zu seinem Ende
- Als ich ein kleines Mädchen war
- Am Rhein dort liegt ein Städtelein
- Das Lerchlein in den Lüften schwebt
- Des Morgens dreiviertel auf viere
- Die Amsel dicht am Morgen
- Gut Ritter der reit durch das Ried
- Es bleset ein Jäger wohl in sein Horn
- Es ging ein Mädchen Wasser hol'n
- Es ist dunkel auf hohen Bergen
- Es kommen drei Könige aus Morgenland (driekoningenlied)
- Es war ein frommer Ordensmann
- Es war ein reicher Kaufmannssohn
- Es wollt ein Mädchen früh aufstehn
- Es wollt es ein Jägerlein jagen
- Es wundert und wundert mich immer so sehr
- Heute marschieren wir
- Ich ging wohl durch den grünen Wald
- Ich hört ein Sichlein rauschen
- Ich stand auf hohem Berge
- Ich will euch ein Liedchen singen
- Im winter war es kühl und kalt
- Meine liebe Frau Mutter, mit mir ist’s nun aus
- O du schöner Rosengarten, o du schöner Lorienstrauß
- Ruft den Hirt und losst ihn weiden
- Schlaf, Kindche, schlaf (wiegelied)
- Soldat bin ich geworden
- Und wir singen mit Lust und Freude
- Wenn ich morgens früh aussteh

## Doorwerking
Vele componisten hebben liederen uit Pincks verzameling bewerkt voor koorbezetting of voor solo-uitvoering met muzikale begeleiding.
De Lotharingse kunstenaar Henri Bacher (1890–1934) maakte vele illustraties voor Pincks liedboeken, met name houtsnijwerken.
De Saarlandse Zangersbond en de Saarlandse Radio schrijven sinds 1998 een wedstrijd uit voor nieuwe composities voor koormuziek, gericht op historische volksliedjes, zoals de Pinck-verzameling. Ze willen hiermee de Duits-Franse volksliedjes onder de aandacht brengen en daarbij meteen het rijke koorlandschap in dit gebied een nieuwe impuls geven. De bekroonde werken worden opgenomen in de Louis-Pinck Edition.
Een van de bekendste liederen uit Pincks verzameling, het Duitse Marialied 'Die Schönste von allen', werd opgenomen in de meeste bisdomsliedboeken, onderdeel van het katholieke gezangenbundel Gotteslob. Als bron wordt daarin verwezen naar Pincks Verklingende Weisen.
Pinck heeft zich steeds sterk uitgesproken tegen de Duitse overheersing over het Lotharingse. Hij betreurde en verachtte het misbruik dat de Duitse nationalisten en nationaalsocialisten maakten van volksliedjes, waaronder ook zijn werk.

### Latere initiatieven
Het levenswerk van Louis Pinck heeft in latere jaren de aanzet gegeven tot meerdere initiatieven.
- Tussen 1988 en 1992 werd de Louis-Pinck-Prijs uitgereikt door de Europese Alfred Toepfer Stichting
- In 1992 werd het Gezelschap van Vrienden van Louis Pinck (Association des Amis de Louis Pinck) opgericht
- Vanaf 1998 organiseert de Saar-Sängerbundes de componeer-wedstrijd Louis Pinck-Kompositionswettbewerb für Chormusik
- In 1999 vond de tentoonstelling Henri Bacher und Louis Pinck – Sammler lothringischer Volkslieder Anfang dieses Jahrhunderts plaats in het Saarlandmuseum in Saarbrücken
- Er zijn cd's verschenen met liederen uit Verklingende Weisen, zoals: Verklingende Weisen. Lothringische Volkslieder aus der Sammlung Louis Pinck, madrigaalkoor onder leiding van Klaus Fischbach, m.m.v. de Saarländische Rundfunk en het Staatstheater Saarbrücken

## Uitgaven van Louis Pinck
- Verklingende Weisen. Lothringer Volkslieder, hrsg. von Louis Pinck, 5 delen (1926, 1928, 1933, 1939 en 1962)
- Volkslieder aus Elsaß und Lothringen – Volkslieder von Goethe im Elsaß gesammelt mit Melodien und Varianten aus Lothringen (Metz, 1932)
- Lothringer Volkslieder mit Bildern und Weisen. Aus den „Verklingenden Weisen“ herausgegeben von Dr. h. c. Louis Pinck (Kassel 1937)